# Chaccho (distrito)
Chaccho é um distrito peruano localizado na Província de Antonio Raymondi, departamento Ancash. Sua capital é a cidade de Chaccho.

## Transporte
O distrito de Chaccho é servido pela seguinte rodovia:
- AN-108, que liga a cidade de Masin ao distrito de Mirgas [2][3][4]